# Amomum centrocephalum
Amomum centrocephalum är en enhjärtbladig växtart som beskrevs av Axel Dalberg Poulsen. Amomum centrocephalum ingår i släktet Amomum och familjen Zingiberaceae.
Artens utbredningsområde är Sumatera. Inga underarter finns listade i Catalogue of Life.